# 컨저링 유니버스
《컨저링 유니버스》(영어: The Conjuring Universe)는 《컨저링》(2013)이 첫 작품인 초자연 공포 영화 시리즈를 중심으로 하는 프랜차이즈이자 공유 세계관이다.